# Fishia evelina
Fishia evelina là một loài bướm đêm trong họ Noctuidae.